# Ebesfenorotonda triangolare
In geometria solida, l'ebesfenorotonda triangolare è un poliedro con 20 facce: 13 triangolari, 3 quadrate, 3 pentagonali e una esagonale. Per dare un'idea della sua costruzione, si pensi che, nella sua nomenclatura, Norman Johnson utilizza il prefisso "ebesfeno-" per riferirsi a un complesso a forma di cuneo formato da tre "lune" adiacenti, essendo una luna un composto formato da un quadrato e da triangoli equilateri uniti ai lati opposti di quest'ultimo, mentre il suffisso "-rotonda" si riferisce invece a un complesso di tre triangoli equilateri e tre pentagoni regolari che circondano un altro triangolo equilatero, il che ricorda la struttura della rotonda pentagonale.

## Caratteristiche
Un'ebesfenorotonda triangolare avente per facce solamente poligoni regolari è uno dei 92 solidi di Johnson, in particolare quello indicato come J92, ossia un poliedro strettamente convesso avente come facce dei poligoni regolari ma comunque non appartenente alla famiglia dei poliedri uniformi, ed è parte di un gruppo di nove solidi di Johnson che non possono essere realizzati attraverso la manipolazione di solidi platonici o archimedei. 	Questo poliedro è inoltre l'unico solido di Johnson ad avere facce di 3, 4, 5 e 6 lati.
Nell'ebesfenorotonda triangolare la faccia esagonale è circondata da tre facce quadrate e tre triangolari; ogni faccia pentagonale è circondata da cinque facce triangolari; ogni faccia quadrata è circondata dalla faccia esagonale e da tre facce triangolari; delle facce triangolari, invece, una è circondata da tre facce pentagonali, tre da due facce pentagonali e una quadrata, sei da una faccia pentagonale, una quadrata e una triangolare, e le restanti tre da una faccia esagonale e due triangolari.
Per quanto riguarda i 18 vertici di questo poliedro, su 3 di essi incidono due facce pentagonali e due triangolari, su 6 di essi incidono una faccia pentagonale, una quadrata e due triangolare, su altri 3 vertici incidono una faccia pentagonale e tre triangolari, e sugli ultimi 6 incidono una faccia esagonale, una quadrata e due triangolari.

## Formule
Considerando un'ebesfenorotonda triangolare avente come facce dei poligoni regolari aventi lato di lunghezza {\displaystyle a}, le formule per il calcolo del volume {\displaystyle V} e della superficie {\displaystyle A} risultano essere:
{\displaystyle V={\frac {a^{3}}{6}}\left(15+7{\sqrt {5}}\right)\approx 5,10875\ldots a^{3};}
{\displaystyle A=\left(3+{\frac {1}{4}}{\sqrt {1308+90{\sqrt {5}}+114{\sqrt {75+30{\sqrt {5}}}}}}\right)a^{2}\approx 16,38867\ldots a^{2}.}